# Pat Robertson
Marion Gordon Robertson (Lexington, 22 de março de 1930 – Virginia Beach, 8 de junho de 2023), mais conhecido como Pat Robertson, foi um pastor neocarismático, empresário e político norte-americano. Apresentou o programa Clube 700, fundou a rede de televisão TBN, Christian Broadcasting Network e a Christian Coalization, organização destinada a influenciar a política norte-americana.
Foi visto, por décadas, como um dos líderes do movimento conservador religioso dos Estados Unidos, exercendo enorme influência política, especialmente no Partido Republicano. Robertson também foi autor de best-sellers, apresentador de televisão e comentarista político. Sua influência pessoal na mídia e seus recursos financeiros fizeram dele uma voz pública reconhecida, influente e controversa do cristianismo conservador nos Estados Unidos e em todo o mundo.
Robertson foi laureado com o Prêmio IgNobel de matemática em 2011, por sua contribuição no campo das previsões erradas sobre o Apocalipse. De acordo com a organização do IgNobel, o profeta "ensinou ao mundo a ter cuidado ao elaborar hipóteses e fazer cálculos".

## Biografia
Pat Robertson nasceu em Lexington, no Estado da Virgínia. Seu pai era Absalom Robertson, um membro conservador do Partido Democrata e senador do Estado da Virgínia. Procede de uma família de políticos, tendo laços familiares com Winston Churchill, William Henry Harrison e Benjamin Harrison. Ele se casou com Adelia "Dede" Elmer em 1954, com quem teve quatro filhos.
Ele recebeu o nome de "Pat" devido ao modo de como ele dizia "pat, pat, pat…" quando era bebê. Adotou esse nome na vida pública, porque achava que seu primeiro nome, Marion, era feminino demais.

### Educação
Completou seus estudos num colégio militar. Graduou-se com honras pela Universidade Washington e Lee. Lutou na Guerra da Coreia, onde chegou a ser oficial. Mas existem versões de que ele não participou dos combates, passando a maior parte do tempo no Japão, onde era responsável por manter os clubes de oficiais abastecidos de bebidas alcoólicas.
Após voltar aos Estados Unidos, formou-se  em Direito pela Universidade de Yale, em 1955. Após sua conversão, graduou-se  no Seminário Teológico de Nova York.

### Carreira religiosa
Após se formar como advogado, passou por uma crise. Por influência de sua mãe, Gladys Willis Robertson, foi se abrindo ao Cristianismo. Em 1956, durante um jantar com o missionário holandês Cornelius Vanderbreggen, ele passou a professar o Cristianismo como sua religião.
Em 1961, ele foi ordenado ministro pela Igreja Batista Freemason Street em Norfolk (Virgínia) (Convenção Batista do Sul). 
Em 1961, estabeleceu a primeira rede de televisão cristã, a Christian Broadcasting Network, em Virginia Beach.
Em 1977, fundou a Universidade CBN, que posteriormente foi renomeada Universidade Regent, uma instituição conservadora.

### Eleições de 1988
Em 1986, Robertson manifestou desejo de se candidatar pelo Partido Republicano. Em 1987, ele deixou a Convenção Batista do Sul e começou a angariar fundos para a campanha. Suas propostas eram conservadoras. Defendia o banimento da pornografia e a reforma do sistema educacional. No final, saiu-se bem em algumas pesquisas mas foi derrotado. Após esse episódio voltou a comandar a CBN.
Suas propostas para a política fizeram com que ele se associasse à Christian Coalization (Coalizão Cristã), organização da qual se tornou presidente.

## O Clube 700
O programa 700 Club (O Clube 700, que, no Brasil, já foi veiculado pela Rede Manchete, nos anos 1990 e, a partir dos anos 2000, pelas Rede Gospel, Rede Bandeirantes e Rede 21) recebeu esse nome porque Robertson conseguiu reunir 700 empresários para financiar o programa. Desde então passou a ser um programa religioso. Após as eleições de 1988 passou a ser mais do que um programa religioso, e Robertson passou a fazer  comentários políticos mais frequentemente. Entre as afirmações feitas estavam a de que Jesus voltaria em 1982.
Também condenou o feminismo, dizendo que consiste em "matar seus filhos, praticar feitiçaria, destruir o capitalismo e tornar-se lésbica".
Pat Robertson, junto com Jerry Falwell disse que os ataques de 11 de Setembro foram "juízos da ira divina contra os homossexuais, ateus e liberais".
Recentemente, afirmou que a sequência de desastres naturais são um sinal da volta de Jesus, para iniciar uma "nova era".
Pat Robertson também é defensor do criacionismo, chegando a condenar a cidade de Dover por não ter aceitado o criacionismo nas escolas públicas.
Ele também disse que a doença de Ariel Sharon foi castigo divino por ter "dividido a terra de Israel". Foi muito criticado pela Liga Anti-Difamação.

### Acusações
De acordo com um artigo de 2 de junho de 1999, do jornal Virginian-Pilot, Robertson tinha negócios com o presidente liberiano Charles Ghankay Taylor. Segundo o artigo, Ghankay Taylor deu a Robertson os direitos de uma mina de diamantes da Libéria. De acordo com os dois pilotos da Operação Blessing, que relataram esse episódio ao estado da Virgínia durante a investigação em 1994, Robertson usou os aviões da sua Operação Blessing para transportar equipamento de mineração das suas minas na Libéria, e disse aos seus espectadores do Clube 700 que os aviões estavam enviando suprimentos para as vítimas do genocídio em Ruanda. Em resposta a supostos crimes contra a humanidade, o Congresso dos Estados Unidos aprovou uma lei, em novembro de 2003, oferecendo dois milhões de dólares pela captura de Ghankay Taylor. Robertson acusou o presidente George W. Bush de "minar um cristão, um presidente batista, a fim de trazer rebeldes muçulmanos para assumir o país".
Nessa época, Ghankay Taylor abrigava agentes da Al Qaeda que estavam financiando suas operações através do comércio de diamantes ilegais.

### Hugo Chávez
"Temos a Doutrina Monroe, temos outras doutrinas que já anunciamos. E sem dúvida, esse é um inimigo perigoso ao sul dos EUA, controlando uma imensa reserva de petróleo, que poderia nos causar danos muito sérios. Temos a capacidade de removê-lo, e penso que chegou a hora de exercermos essa capacidade".
"Não precisamos de outra guerra de US$ 200 bilhões para nos livrarmos de um ditador de mão forte. É muito mais fácil que alguns agentes disfarçados cuidem desse trabalho e se livrem disso", afirmou Robertson.
"Não sei sobre essa doutrina de assassinato [referindo-se às acusações de Hugo Chávez de que Washington planejara seu assassinato], mas se ele pensa que estamos querendo assassiná-lo, acho que deveríamos ir em frente e fazê-lo. É muito mais barato que lançar uma guerra."
Com essas palavras, no programa de 22 de agosto de 2005, Pat Robertson defendeu que Chávez fosse assassinado. As repercussões foram inúmeras. Chávez reagiu, dizendo que tinha razão ao ir contra os Estados Unidos, recebendo o apoio de Fidel Castro. Evangélicos condenaram o que Robertson  dissera. O dr. Donald Price se disse envergonhado daquelas afirmações. Ricardo Gondim disse que Robertson falava por si próprio e não representava a totalidade dos evangélicos.
Após o incidente, Robertson pediu desculpas a Chávez. Chávez aceitou as desculpas, mas alertou para processos. Robertson disse que foi mal interpretado.

## Morte
Morreu no dia 8 de junho de 2023, aos 93 anos.